# Ramón Ramírez (football, 1969)
Pour les articles homonymes, voir Ramon Ramirez.
 (avril 2009).
Si vous disposez d'ouvrages ou d'articles de référence ou si vous connaissez des sites web de qualité traitant du thème abordé ici, merci de compléter l'article en donnant les références utiles à sa vérifiabilité et en les liant à la section « Notes et références ».
Ramón Ramírez (nom complet : Jesús Ramón Ramírez Ceceña) est un footballeur international mexicain, né le 5 décembre 1969 à Tepic. Surnommé El Nayarita, il évolue au poste de milieu de terrain de la fin des années 1980 au milieu des années 2000. 
Il est considéré comme l'un des meilleurs milieux de terrain mexicains de tous les temps.

## Clubs
- 1990-1994 : Santos Laguna
- 1994-1998 : Chivas de Guadalajara
- 1999 : Club América
- 1999-2001 : Tigres UANL
- 2001-2004 : Chivas de Guadalajara
- 2005-2006 : C.D. Chivas USA

## Équipe nationale
- 121 sélections et 15 buts en équipe du Mexique entre 1991 et 2000
- Sélectionné pour les coupes du monde 1994 (2 matches) et 1998 (3 matches)